# جفری برنارد ناخوش است
جفری برنارد ناخوش است (انگلیسی: Jeffrey Bernard is Unwell) نمایش‌نامه‌ای نوشته کیت واترهاوس است که در ۱۹۸۹ منتشر شده است. این نمایش‌نامه، بر اساس زندگی واقعی روزنامه‌نگار بریتانیایی، جفری برنارد است. نمایش‌نامه، در زمان حیات جفری برنارد روی صحنه رفت. بازیگر اصلی این نمایش موفق، پیتر اوتول بود.